# Phyllodactylidae
Los filodactílidos (Phyllodactylidae, del griego clasico φύλλον (phúllon), "hoja", y δάκτυλος (dáktulos), "dedo") son una familia de gecos. Anteriormente se incluía dentro de Gekkonidae. Se distribuyen por América desde el sur de Estados Unidos hasta Sudamérica, por Europa, por el norte de África y por Oriente Medio. 
En Europa las más conocidas son las salamanquesas que penetran frecuentemente en las casas y están rodeadas de cierto folclore. El nombre popular salamanquesas se generaliza con frecuencia a toda la familia animal. En las islas Canarias son conocidos con el nombre de perenquén, y en las zonas de España y Francia de habla catalana se les llama dragó.

## Clasificación
Se reconocen 134 especies incluidas en los siguientes 10 géneros:
- Género Asaccus Dixon & Anderson, 1973
- Género Garthia Donoso-Barros & Vanzolini, 1965
- Género Gymnodactylus Spix, 1825
- Género Haemodracon Bauer, Good & Branch, 1997
- Género Homonota Gray, 1845
- Género Phyllodactylus Gray, 1828
- Género Phyllopezus Peters, 1877
- Género Ptyodactylus Oken, 1817
- Género Tarentola Gray, 1825
- Género Thecadactylus Oken, 1817